# Смолякова, Виктория Викторовна
Виктория Викторовна Смолякова (17 сентября 2002) — российская тяжелоатлетка. Бронзовый призёр чемпионата России 2025 года в категории до 49 кг. Мастер спорта России.

## Биография
Родилась 17 сентября 2002 года. Является воспитанницей Новоалександровской спортивной школы, Ставропольский край. Тренером Смоляковой является Игорь Николаевич Смоляков — свёкор спортсменки.
Спортсменке присвоено звание "Мастер спорта России.
На Первенстве России в 2025 году стала чемпионкой России в категории до 49 кг. 
В августе 2025 года на чемпионате России в Санкт-Петербурге, Виктория завоевала бронзовую медаль в категории до 49 кг с результатом 158 кг по сумме двоеборья. В упражнении толчок стала второй с результатом 88 кг.

## Основные результаты
| Год  | Соревнования     | Место проведения | Весовая категория | Рывок, кг | Толчок, кг | Сумма, кг | Место |
| ---- | ---------------- | ---------------- | ----------------- | --------- | ---------- | --------- | ----- |
| 2025 | Чемпионат России | Санкт-Петербург  | до 49 кг          | 70        | 88         | 158       | 3     |